# Trambaix
Trambaix — сучасна трамвайна система в Барселоні, одна з трьох трамвайних систем міста. Діє з 2004 року. 
Має три маршрути.

## Історія
Експериментальна трамвайна лінія, що стала частиною системи Trambaix, була відкрита влітку 1997 року. 
Цю одноколійну лінію завдовжки 700 м було прокладено вулицею Авінгуда Діагональ між Пласа-де-ла-Реїна Марія Крістіната та Каррер-д'Ентенçа . 
Першим трамваєм, що використовувався на лінії, був трамвай №2047 з Гренобля. 
Після цього з середини вересня до кінця листопада на лінії працював трамвай Siemens Combino. 
За п'ять місяців роботи лінії послугами трамвая скористалося 400 000 пасажирів 
.
Експеримент було визнано успішним, і у листопаді 1998 було прийнято рішення про будівництво «пасажирської» трамвайної мережі 
. 
У квітні 2000 року як підрядник будівництва і постачальник рухомого складу (19 трамваїв Citadis 302) був обраний французький консорціум Alstom
. 
Проект буkj остаточно затвердженj у квітні 2001 року, а у червні того ж року розпочалися будівельні роботи 
.
Мережа Trambaix була введена в експлуатацію 3 квітня 2004 
. 
У січні 2006 року лінію Т3 було продовжено від Каррер-д'Ентенçа до Консель-Комаркаль на відстань 2,2 км 
. 
Пізніше Т3 була продовжена ще на 600 м від Консель-Комаркаль до Торребланка, внаслідок чого мережа Trambaix досягла запланованої довжини 15,1 км 
.

## Опис мережі
Мережа має три маршрути (Т1, Т2 і Т3), причому Т1 фактично є укороченим варіантом Т2 (ці маршрути повністю збігаються, але Т2 довший). Мережа має «вилкоподібну» форму, є спільна дистанція, що обслуговується всіма трьома маршрутами (від Франсеск Масіà до Монтеса), відгалуження до Сант-Марті-де-д'Ерм обслуговується маршрутом Т2 (маршрут Т1 коротший за Т2 на кілька зупинок), відгалуження до Сант-Феліу-Консель-Комаркаль - маршрутом Т3.

## Рухомий склад
У мережі Trambaix використовується 19 ідентичних низькопідлогових зчленованих трамваїв Citadis 302.